# フナクイムシ

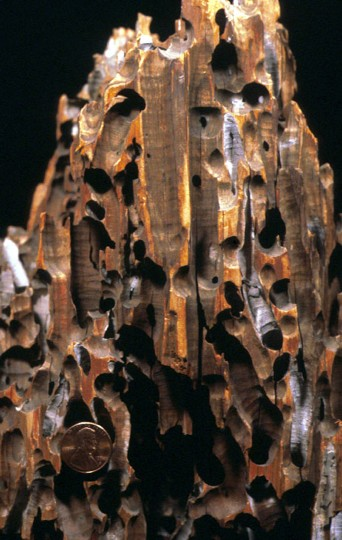
フナクイムシが木を食べたあと

フナクイムシ（船喰虫）は、フナクイムシ科 (Teredinidae) に属する二枚貝類の総称。ムシとついているが貝の仲間である。英語では shipworm、ドイツ語では Schiffsbohrmuscheln あるいは Pfahlwürmer、フランス語では taret commun、台湾では船蛆蛤と呼ばれる。
いくつかの属があるが、その中でもテレド属 Teredo がよくみられる。

## 生態
水管が細長く発達しているため、蠕虫（ぜんちゅう）状の姿をしているが、2枚の貝殻が体の前面にある。貝殻は木に穴を空けるために使われ、独特の形状になっている。
海水生の生態は独特で、海中の木材を食べて穴を空けてしまう。この習性から「海のシロアリ」とも呼ばれる。木材の穴を空けた部分には薄い石灰質の膜を張りつけ、巣穴にする。巣穴は外界に通じる開口部を持ち、ここから水管を出して水の出し入れをする。危険を感じたときは水管を引っ込めて尾栓で蓋をすることにより、何日も生きのびられる。
体内の特殊な器官「デエー腺」 (gland of Deshayes) 内に共生するバクテリアから分泌される酵素により、木のセルロースを消化できる。
Teredo navalis の場合、暖海では大きい物になると体長50 cmほどのものも記録されており、バルト海では30 cmのものが最長である。前面貝殻は長くて2 cmほど、トンネルは直径1 cmほど、長さ60 cmから1 mほどである。0.7 ℃から30 ℃ほどの温度で生きられるが、25 ℃を超えると成長が止まる。11 ℃から15 ℃の間で生殖可能となる。寿命は1年から3年。

## シールド工法の発明
本科に属する貝による木材の食害がひどいので、これを避けるための多くの研究がなされた。
1800年代初頭、イギリスのエンジニアのマーク・ブルネルは、フナクイムシが木を掘ると同時に木材の膨張からどのようにして身を守るのかを観察した。これにより、ブルネルはモジュール式の鉄の枠組みを使ってトンネルを掘り進むシールド工法を発明し、テムズ川の脆弱な川底の下を通るトンネルの工事を成功させた。これほどの幅をもつ可航河川の下へ潜るトンネルは、これが最初であった。その後、 Greathead によって改善されたシールド工法は、現在もトンネル掘削において盛んに行われている。

## 食文化
フィリピンではマングローブから採取したものをタミロック (tamilok) と呼び、珍味として酢などを付けて食す。また、タミロックが穿孔する樹種の成分に応じて、人々はタミロックの風味を楽しむ。例えば、ヤエヤマヒルギ (Rhizophora stilosa) に穿孔したタミロックは「甘い」、ホウガンヒルギ (Sonneratia caseolars) に穿孔したものは「苦い」などと評される。このタミロックの味の表現には、タミロックが穿孔するマングローブ樹種のタンニン含有量などが関係していると考えられる。
しかし、今日、薪炭材の利用や養殖池の開発などマングローブ林の破壊によって、タミロックを採集する余地は狭まり、その食文化もまた減少している。